# Orit Strook
Orit Malka Strook nata Cohen (in ebraico אוֹרִית מַלְכָּה סְטְרוֹק‎?; Gerusalemme, 15 marzo 1960) è una politica israeliana.
Dal dicembre 2022 è Ministro delle Missioni Nazionali nel governo Netanyahu VI, e membro della Knesset per il Partito Sionista Religioso dopo esserlo stato per il partito Tkuma tra il 2013 e il 2015.
Strooke è anche tra i leader dell'insediamento di Hebron e ha fondato l'organizzazione non governativa israeliana Human Rights Organization of Judea and Samaria, che ha diretto tra il 2004 e il 2012

## Biografia
Orit Cohen (in seguito Strook) nacque da una famiglia di avvocati di Gerusalemme. Il suo secondo nome Malka le è stato dato in memoria della nonna, la poetessa ebrea ungherese Mária Kecskeméti. Crescendo, Strook ha studiato alla Hebrew University Secondary School. Alla fine degli anni '70, mentre era in terza media, Strook divenne gradualmente più religiosa e alla fine divenne una Baalat Teshuvah, abbracciando il giudaismo ortodosso.  Durante quel periodo, iniziò a studiare presso l'organizzazione di sensibilizzazione sionista religiosa e lo yeshiva Meir Institute. Poco dopo sposò Avraham Strook, uno studente del rabbino Haim Drukman. La giovane coppia visse brevemente nell'insediamento israeliano di Yamit nella penisola del Sinai, ma dopo che il Sinai fu consegnato all'Egitto nel 1982 come parte dei termini del trattato di pace Egitto-Israele del 1979 e Yamit fu evacuata, Strook e la sua famiglia si unirono alla comunità di coloni ebrei a Hebron.
Nel 2007, il figlio di Strook, Zvi, è stato condannato per aver abusato di un ragazzo palestinese e ucciso un capretto, e di conseguenza è stato condannato a 30 mesi di prigione. In risposta alla sentenza, Strook ha dichiarato che, "a differenza della Corte, che ha preferito credere ai testimoni arabi, siamo sicuri dell'innocenza di Zvi e siamo feriti dal successo dei suoi nemici e lo aiuteremmo ad affrontare la difficile condanna inflitta su di lui".
A partire dal 2013, Strook risiede ad Avraham Avinu (Hebron), un insediamento israeliano in Cisgiordania. Ha 11 figli e 12 nipoti.

### Carriera civica
Dopo che la Grotta dei Patriarchi fu chiusa per la preghiera ebraica in seguito al massacro della Grotta dei Patriarchi nel 1994, Strook fu eletta a capo del "Comitato delle donne per la Grotta" (ועד נשים למען המערה), e lavorò per convincere il sistema politico per riaprire la grotta ai visitatori ebrei.  Dal 2000 dirige il dipartimento politico-giuridico dell'organizzazione dei coloni ebrei a Hebron. Nel 2002, Strook ha fondato l'Organizzazione per i diritti umani di Giudea e Samaria, in seguito all'evacuazione israeliana dei coloni israeliani Livnat Ozeri e dei suoi cinque figli dalla collina 26 vicino a Kiryat Arba.

### Carriera politica
Strook si è classificata tredicesima nella lista congiunta Unione Nazionale-Partito Religioso Nazionale per le elezioni del 2006, ma non è riuscito a vincere un seggio poiché l'alleanza ha ottenuto solo nove seggi.
Nelle elezioni del 2013, Strook è stata eletta alla Knesset nella lista The Jewish Home. Fu tra i più veementi oppositori della Knesset al riconoscimento dei movimenti non ortodossi del giudaismo. Si è classificata tredicesima nella lista del partito per le elezioni del 2015, perdendo il seggio poiché il partito è stato ridotto a otto seggi.
Per le elezioni del 2021, Strook si è piazzata quinta nella lista del Partito sionista religioso ed è tornata alla Knesset, poiché l'alleanza ha vinto sei seggi. Nel dicembre 2022, Strook ha suggerito che i medici potrebbero rifiutarsi di curare le persone gay se fosse in conflitto con le loro convinzioni religiose.